# Выборгская резня
Выборгская резня — этническая чистка во время Гражданской войны в Финляндии, когда после взятия Выборга войсками генерала Густава Маннергейма 29—30 апреля 1918 года были проведены аресты и массовые расстрелы в основном русского гражданского населения и незначительного количества финских красногвардейцев. В подавляющем большинстве это было местное русское население, не имевшее никакого отношения к красному движению. Самым молодым жертвам этнической чистки было 12—13 лет.

## Предшествующие события
С целью завоевать расположение своих новых подданных в 1811 году (манифестом от 11 (23) декабря) царь Александр I выделил из собственно Российской империи территорию так называемой «Старой Финляндии» с городом Выборгом, выкупленную у Швеции в 1721 году по Ништадтскому миру, и присоединил её к Великому княжеству Финляндскому.
К 1910-м годам Выборг был населён людьми разных конфессий и национальностей — финнами, русскими, шведами, немцами, карелами, поляками. В городе находился гарнизон Выборгской крепости, а с весны 1916 года располагался штаб 42-го армейского корпуса.
После Февральской революции в Выборге действовал Совет рабочих и солдатских депутатов. 29 августа 1917 года во время Корниловского выступления в гарнизоне взбунтовавшиеся солдаты учинили самосуд над генералами и офицерами, посчитав их контрреволюционерами. К началу 1918 года численность находящихся в городе войск стала значительно меньше; началась демобилизация.
27 января 1918 года в Гельсингфорсе радикальные левые начали вооружённый захват власти, а с 28 января для руководства восстанием был создан Совет народных уполномоченных Финляндии. Вскоре восставшие захватили власть во многих городах на юге страны, в том числе и в Выборге. Город был важным транспортным узлом, связывающим красных финнов с союзниками в Петрограде. А железные дороги были важнейшими путями перемещения войск.
В конце февраля красным не удалось наступление, а в марте инициатива перешла к белофиннам. 7 апреля в Ловиисе высадился прибывший из Ревеля отряд Отто фон Брандштейна численностью 2,5 тысячи немецких солдат, ещё более осложнив положение красных. С 4 по 9 апреля Совет народных уполномоченных переехал из Гельсингфорса в Выборг, расположившись в гостинице «Бельведер».
25 апреля ночью все члены Совета народных уполномоченных, кроме Эдварда Гюллинга (начальника Главного штаба Красной гвардии) и Антти Кивиранты, покинули Выборг на пароходе, отплыв в Петроград.
В ночь на 28 апреля 1918 года группа красногвардейцев под предводительством последнего красного коменданта Выборга Ялмари Кайпиайнена в коридорах и камерах Выборгской губернской тюрьмы расстреляла свыше 30 человек оставшихся заключённых и заложников, которых не смогли вывезти.

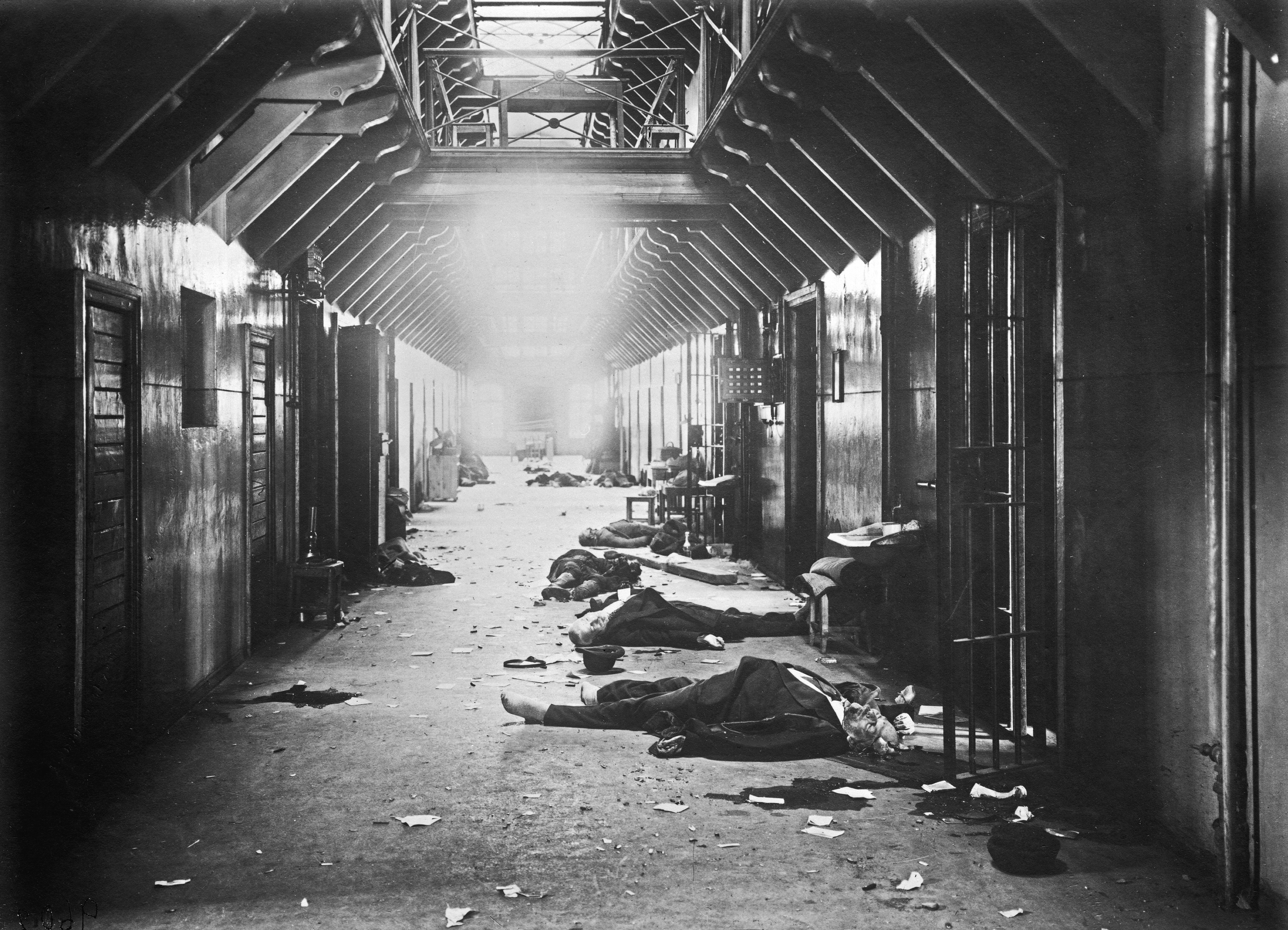
Тела убитых красными заключённых в Выборгской тюрьме

## Ход основных событий
Ночью и ранним утром 29 апреля, примерно после 3:30, белофинны вошли в город через районы Коликкойнмяки на юго-востоке и Папула на севере. Серьёзного сопротивления они не встретили, многие позиции красных были оставлены. По словам очевидца по фамилии Катонский, «около 6 часов утра финны ворвались в город со стороны Коликомяки с криками „Бей русских!“».
Вошедшие в город проводили «зачистку», проверяя дома и дворы в поисках красных.
Находившиеся в Выборгском замке 98 пленных белогвардейцев завладели им той же ночью 29 апреля. Быстро была установлена связь с вошедшими в центр города с востока финскими егерями, вернувшимися из Германии. Утром 29 апреля в замок привозили арестованных мужчин и там расстреливали. Во второй половине дня 29 апреля был произведён массовый расстрел между валами у Фридрихсгамских ворот. Расстреляно было по меньшей мере 200 русских.

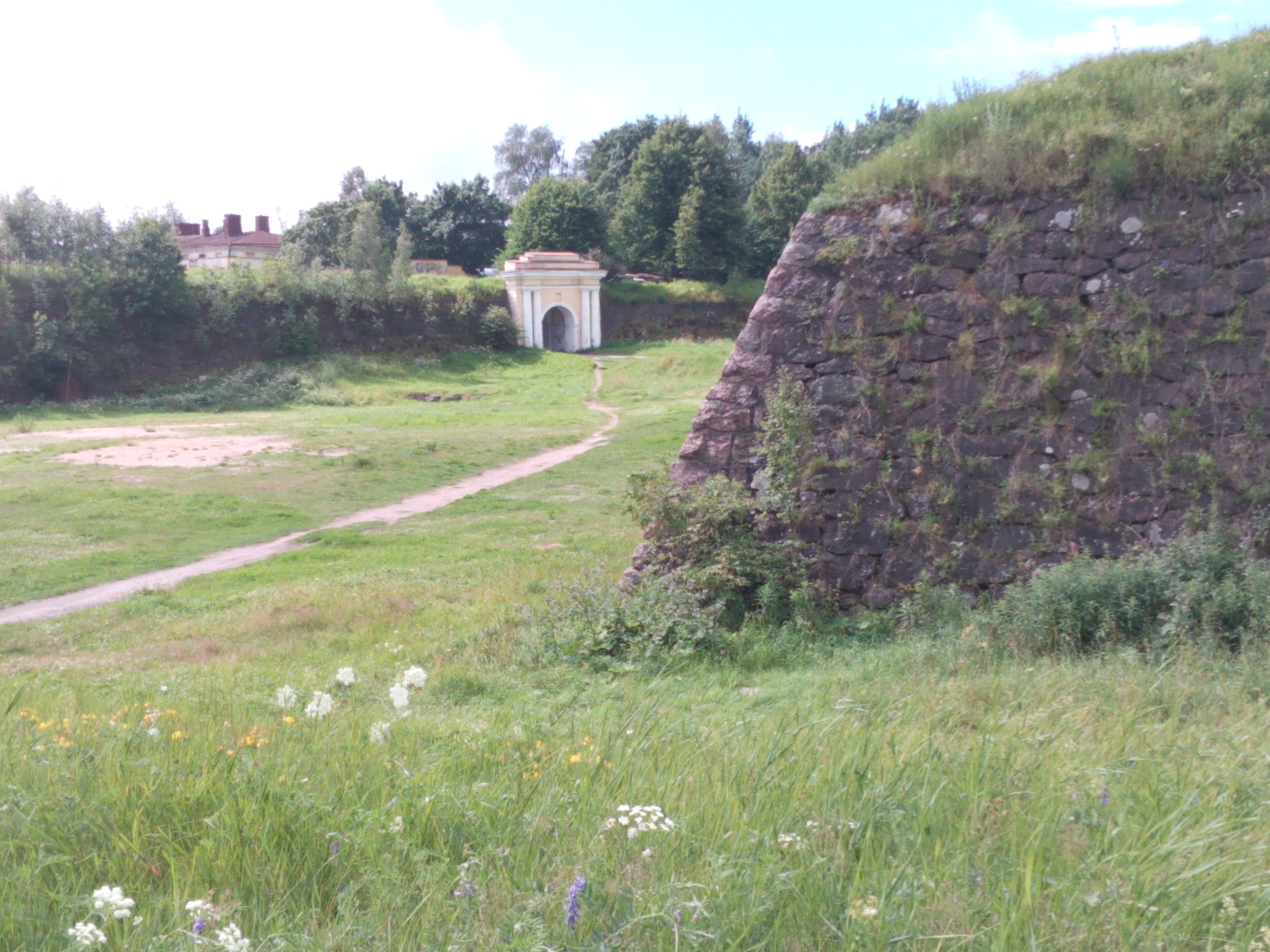
Рвы между валами у Фридрихсгамских ворот

Массовые расстрелы временно приостановились с приездом британского вице-консула в Выборге Вольдемара Фриска (англ. British Vice-Consul Voldemar Carl Frisk), заявившего официальный протест. Однако затем белофинны продолжили этнические чистки.
Выборгские расстрелы принесли командующему Восточной группой войск бывшему царскому генерал-майору Э. Л. Левстрёму и коменданту города Г. А. Финне зловещую известность, когда о них начали писать петроградские газеты, а затем и хельсинкская шведоязычная газета «Хювюдстадсбладет».
Чистку провели силы Белой Восточной армии, и особенно полк Вааса под командованием руководившего расстрелами майора Мартина Экстрёма (коренной швед, который приехал в Финляндию воевать против русских, позже — лидер Национал-социалистического блока; см. также: Шведская бригада). В расстрелах участвовали финские бойцы шюцкора из Партизанского полка Каяани под командованием лейтенанта Эли Рихтниеми. Ключевую роль сыграли, в частности, егерские офицеры 27-го Егерского батальона, прибывшие из Германии, где они с 1915 года незаконно проводили антироссийскую военную подготовку как немецкая вооруженная часть. Левстрём, по-видимому, не отдавал прямого приказа о массовых расстрелах, но его суровый приказ от 26 апреля об обращении с русскими, принимавшими участие в боевых действиях, возможно, послужил подстрекательством.
По приказу главнокомандующего Густава Маннергейма Левстрём назначил следственную комиссию для расследования гибели русских, но, несмотря на проведенные ею опросы свидетелей, комиссия не смогла или не захотела выяснить, кто конкретно отдал приказ о казнях.
По показаниям очевидцев, во время массового расстрела 29 апреля процессию пленных к месту казни вел неопознанный «худой человек в очках», у которого на рукаве имелся знак отличия шюцкора Каяани.
Майор Экстрём признал на следствии, что он приказал транспортировать заключенных, но не казнить. Майор батальона егерей Харальд Эквист признал, что его батальон казнил 150 «местных», но имя человека, отдавшего ему приказ, осталось неизвестным. Шюцкоровец Отто Норденсван рассказал, что видел офицеров, одетых в егерскую форму, руководивших казнями, один из которых был капитаном, но он их «не узнал». Штаб белофиннов возложил ответственность за «позорные преступления» на подчиненного Левстрёма, генерал-майора К. К. Вилькмана, но осталось недоказанным, что именно он отдал приказ о чистке. Вилькман считал произошедшее «маленьким несчастным случаем».

## Число жертв
Источники разных сторон по-разному оценивают число жертв трагедии.
В период до гражданской войны лишь около 3200 человек из почти 50 000 жителей города были русскими.
Одни историки называют общие цифры расстрелянных от 3 до 5 тысяч человек. Среди расстрелянных были финские красногвардейцы и жители Выборга, не принимавшие участия в военных действиях, считавшие себя нейтральными: рабочие, русские солдаты и офицеры бывшей Русской императорской армии (в основном уже демобилизованные), гражданские лица разных национальностей.

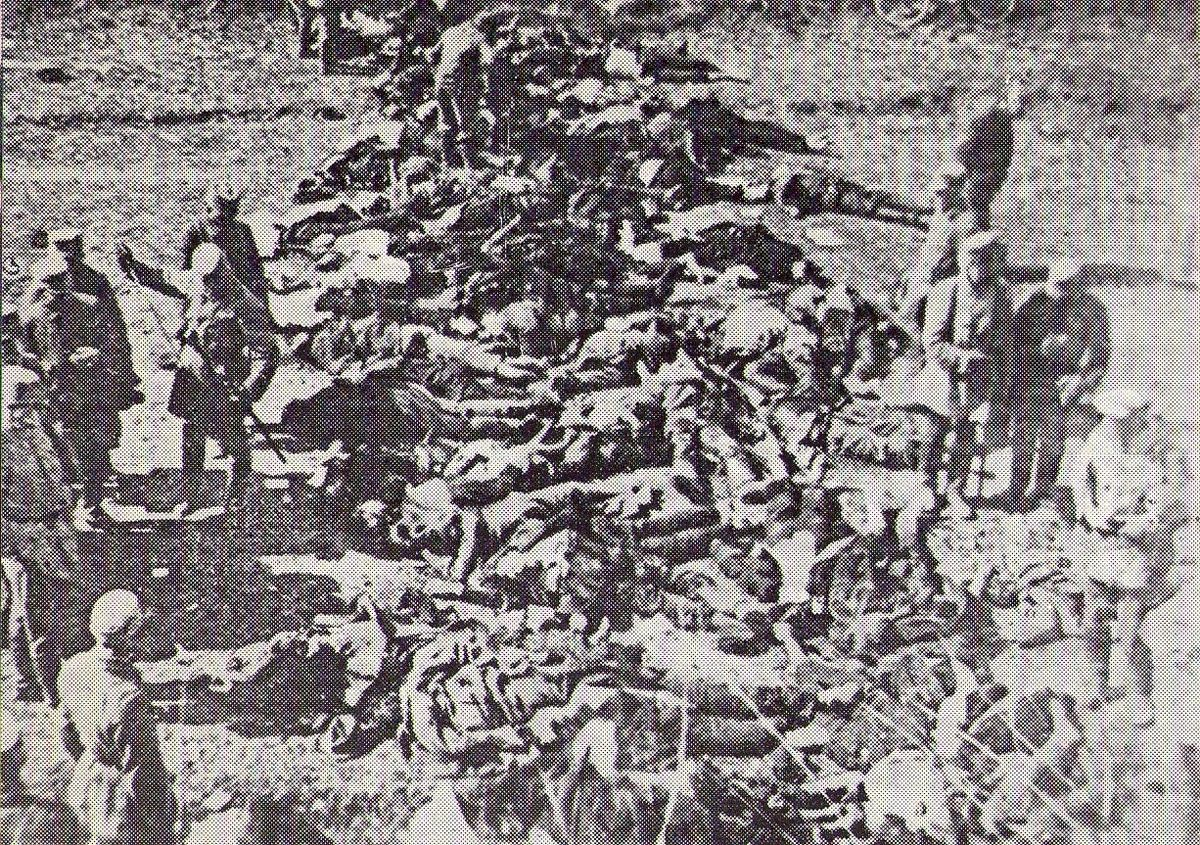
Тела расстрелянных и финские каратели

Другими исследователями событий общая численность погибших русских и приравненных к ним русскоговорящих граждан оценивается примерно в 300−500 человек. В одном из последних исследований финских авторов, которое можно считать наиболее полным (исследователь — Ларс Вестерлунд), приводится цифра расстрелянных русских 380—420 человек. Из них свыше 9/10 были мужчинами боеспособного возраста. Многие были рабочими или принадлежали «к обслуживающему персоналу, трудившемуся в среде рабочих», то есть, формально, относились к основной группе, на которую был направлен белый террор. Предположительно, около 150, или почти половина опознанных убитых, были военными чиновниками, демобилизоваными солдатами и офицерами «или прочими из числа бывших военных». Однако, на самом деле, лишь небольшая часть русских была казнена из-за своей реальной принадлежности к красной гвардии. Другие источники дают общую цифру убитых за двое суток расправы около 400 человек, но все равно называют события «самой массовой казнью в истории Финляндии» и признают, что в подавляющем большинстве были убиты русские, не имеющие никакого отношения к красному движению.
Среди жертв этнической чистки были также православные священники, несовершеннолетние, женщины и гражданские лица разных национальностей, принятые за русских: 23 поляка, 14 украинцев, итальянец, еврей, два татарина, эстонцы.
Наиболее массовые расстрелы проходили во рвах Аннинских укреплений и на территории так называемого «Собачьего кладбища» за чертой города (там ранее горожане захоранивали умерших животных). В частности, имеются сведения, что во второй половине дня 29 апреля 1918 года на участке между валами перед Фридрихсгамскими воротами (в 300 метрах на запад от Выборгского замка) было расстреляно около двухсот русских, арестованных в городе утром этого дня, из них поимённо определены 87 человек (включая несовершеннолетних). До 2 мая трупы пролежали на крепостном валу, и только потом их разрешили похоронить.
Массовые расстрелы были остановлены 3 мая приказом коменданта города Г. А. Финне. Даже после этого намерением некоторых вернувшихся из Германии егерей было уничтожение еврейского населения Выборга, но этому воспрепятствовал исполняющий обязанности начальника полиции города К. Н. Рантакари.
По мнению историка, исследователя советского периода И. Ратьковского события в Финляндии стали одной из причин будущего ответного «красного террора» в России.

## Погребения
Местами погребения части расстрелянных русских стали православные кладбища: гарнизонное кладбище в пригороде Сорвали (свыше 100 чел.) и кладбище Выборгского городского православного прихода в Ристимяки (2-й километр Ленинградского шоссе в нынешней черте города; около 28 чел.). На памятнике, установленном на массовом захоронении в Ристимяки, было написано по-русски: «Мы ждали вас как освободителей, а вы принесли нам смерть». Позднее практически все памятники на могилах русских граждан, погибших весной 1918 года, на православных кладбищах Выборга были утрачены.
В советское время на бывшем «Собачьем кладбище» был установлен монумент в форме стелы из серого гранита высотой около 4 м (скульптор В. С. Чеботарев, архитектор А. М. Швер). Его торжественное открытие состоялось 30 апреля 1961 года с участием делегации старых финских красногвардейцев. Текст на плите возле памятника сообщает, что в братской могиле лежат красногвардейцы, расстрелянные в апреле-мае 1918 года. О жертвах среди мирного населения в тот момент по политическим причинам предпочли не вспоминать. Решение о сооружении памятника на месте их убийства было принято только к 95-летию массовых расстрелов: в 2013 году в Аннинских укреплениях у Фридрихсгамских ворот был установлен памятный деревянный крест, позднее заменённый гранитной стелой.

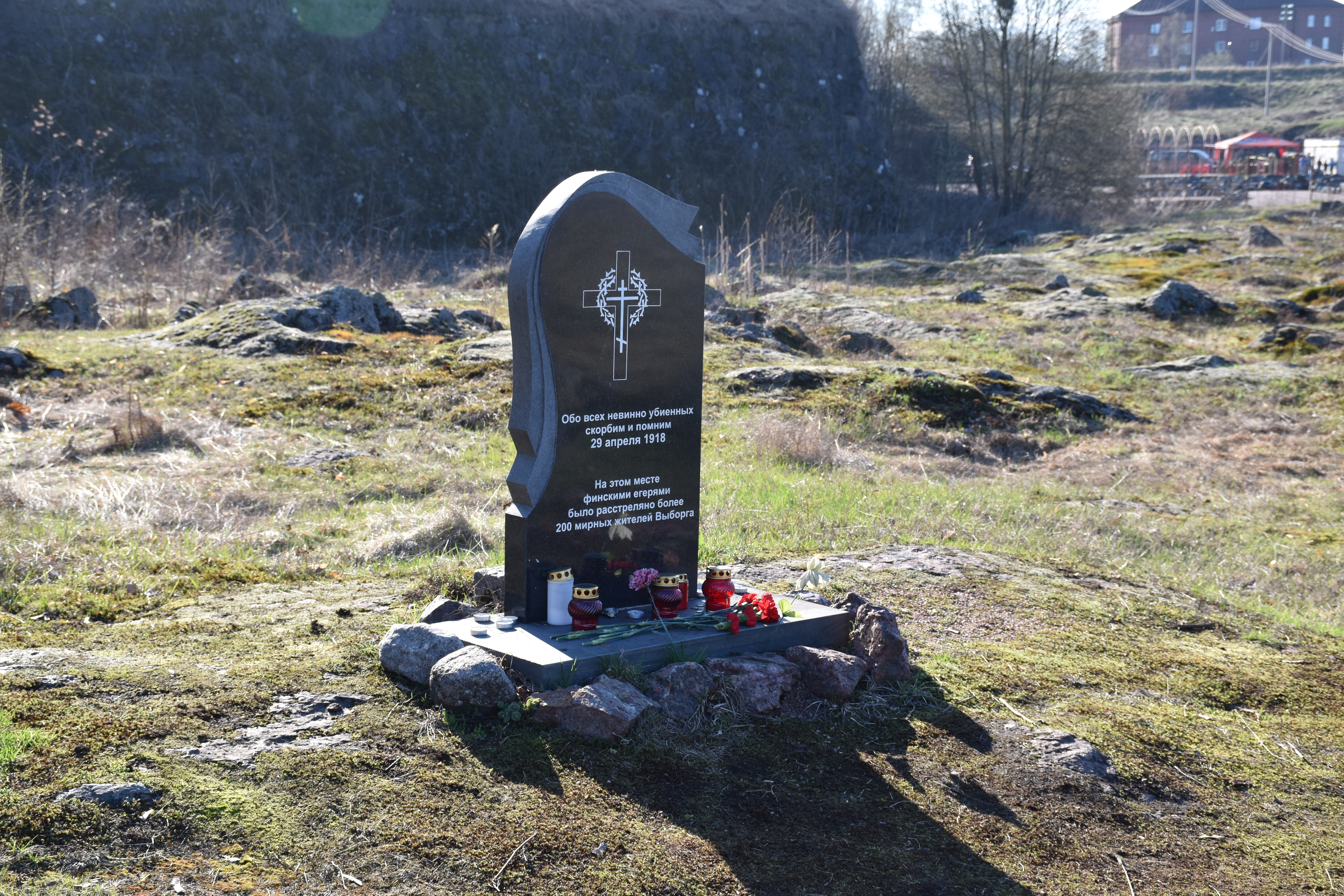
Памятник мирным жителям города, расстрелянным в Аннинских укреплениях
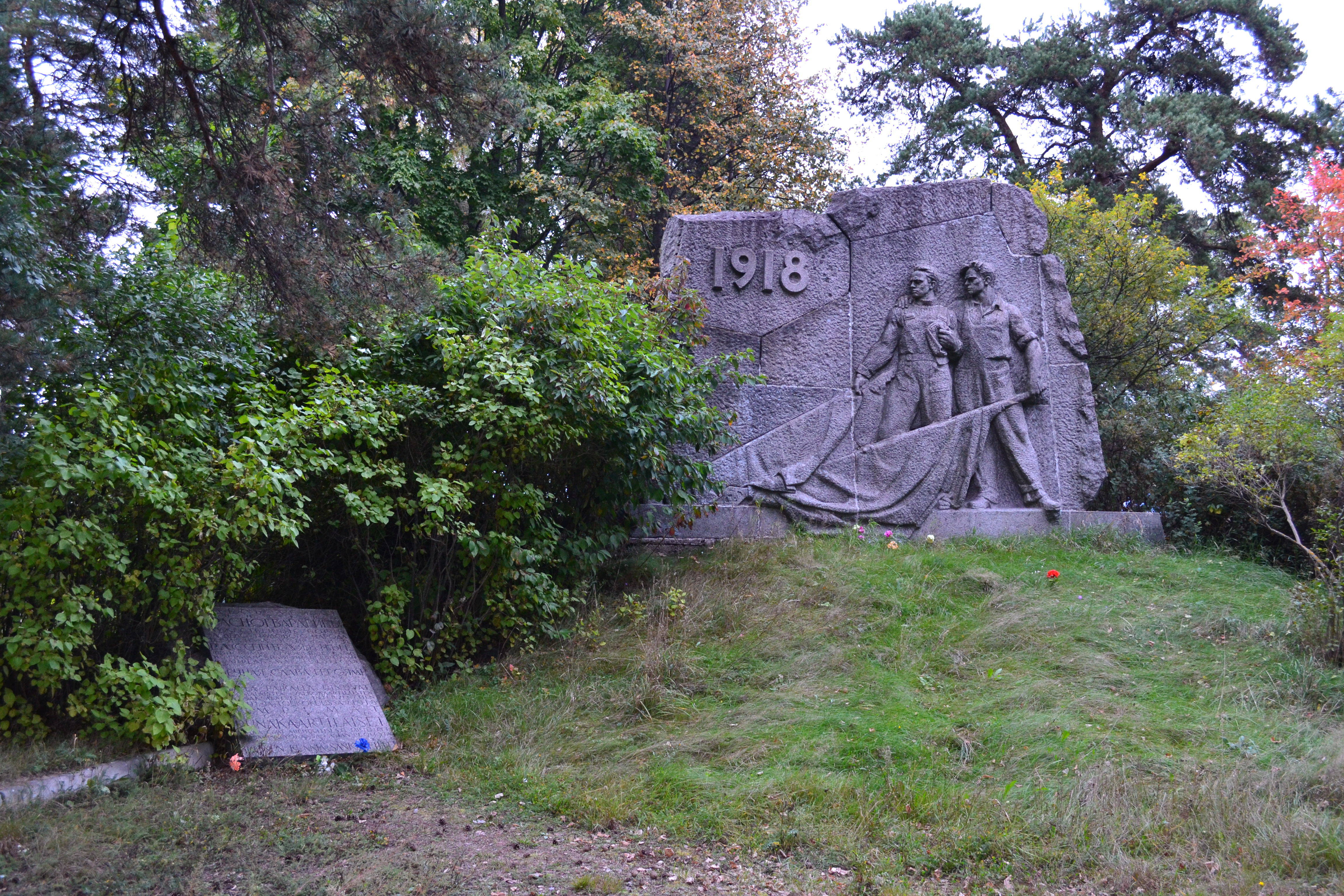
Памятник финским красногвардейцам
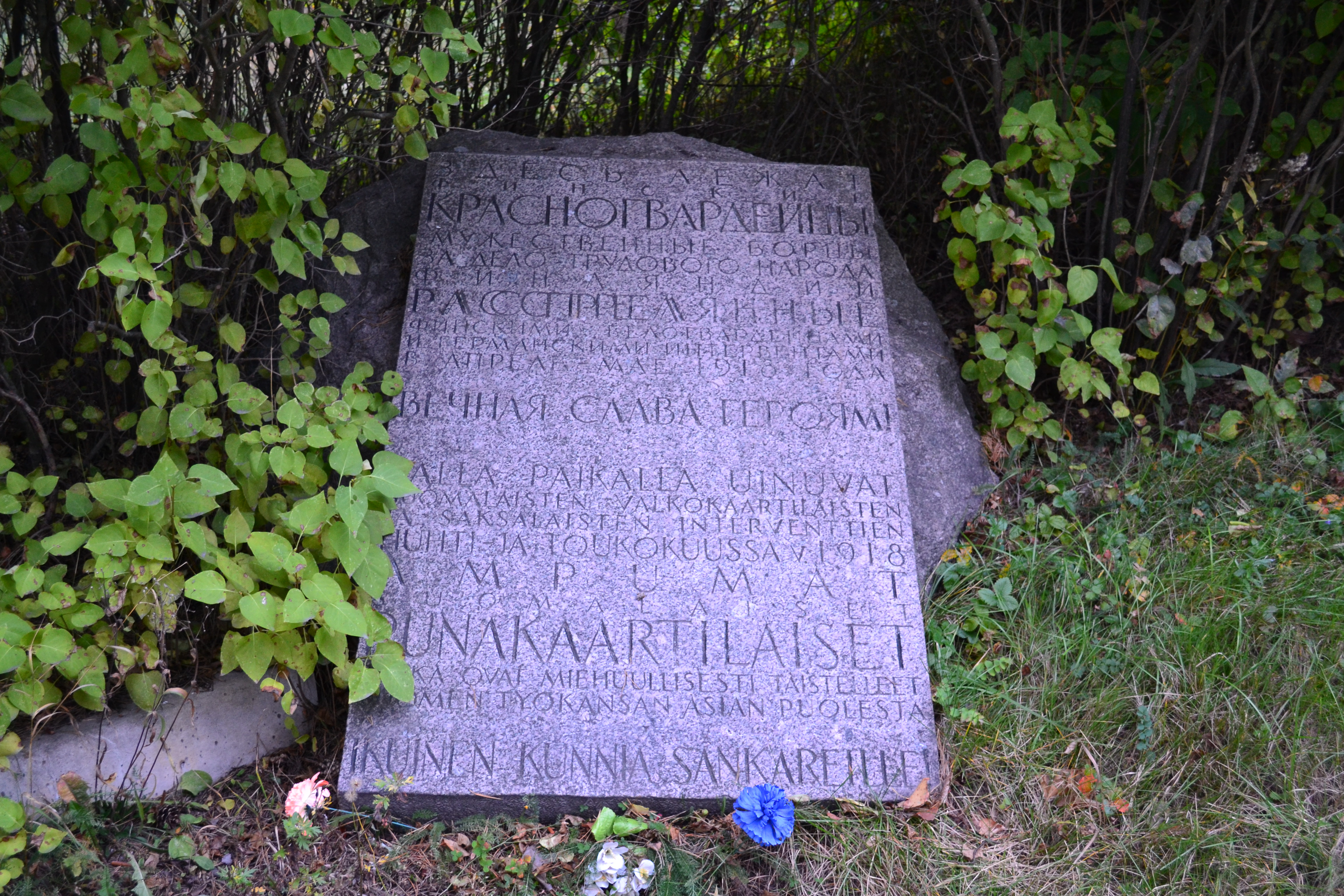
Памятная плита возле Памятника финским красногвардейцам